# Emerald Airlines
Emerald Airlines ist eine irische Regionalfluggesellschaft mit Sitz und Basis am Flughafen Dublin. Die Gesellschaft führt neben Regionalflügen auch ACMI-Dienste durch.

## Geschichte
Emerald Airlines wurde von Conor McCarthy im Jahre 2020 gegründet. Im August 2020 wurde bekannt gegeben, dass Emerald Airlines von Aer Lingus als bevorzugter Betreiber für das regionale Franchise von Aer Lingus ausgewählt wurde. Im Rahmen der Vereinbarung wird Emerald Airlines Turboprops von Avions de Transport Régional (ATR)  auf regionalen Strecken mit dem Markenzeichen und der Bemalung von Aer Lingus betreiben, erklärte Aer Lingus in einer Erklärung. Mehr als 400 Mitarbeiter stellte das Start-up bis zur Aufnahme der Dienstleistungen ein. Im September 2021 erhielt die Gesellschaft ihr Air Operator Certificate (AOC) und ihre Betreiberlizenz von der Irish Aviation Authority (IAA).

## Flugziele
Emerald Airlines bietet die folgenden Ziele im Rahmen des regionalen Franchise von Aer Lingus an:
- Isle of Man und Jersey
- Edinburgh und Glasgow
- Belfast
- Cardiff
- Birmingham, Bristol, Exeter, Leeds Bradford, Manchester, Newquay Cornwall und Southampton

Zusätzlich die staatlich subventionierten Public Service Obligation (PSO)-Strecke zwischen Dublin Int'l und Donegal.

## Flotte

### Emerald Airlines
Die Flotte der Emerald Airlines besteht mit Stand April 2025 aus elf Flugzeugen mit einem Durchschnittsalter von 10,1 Jahren:
| Flugzeugtyp | aktiv | bestellt | Anmerkungen                       | Sitzplätze | Durchschnittsalter |
| ----------- | ----- | -------- | --------------------------------- | ---------- | ------------------ |
| ATR 72-600  | 11    |          | betrieben für Aer Lingus Regional | 70 72      | 10,1 Jahre         |
| Gesamt      | 11    | -        |                                   |            | 10,1 Jahre         |

### Emerald Airlines UK
Die Flotte der Tochtergesellschaft Emerald Airlines UK besteht mit Stand April 2025 aus sieben Flugzeugen mit einem Durchschnittsalter von 9,4 Jahren:
| Flugzeugtyp | aktiv | bestellt | Anmerkungen                                     | Sitzplätze | Durchschnittsalter |
| ----------- | ----- | -------- | ----------------------------------------------- | ---------- | ------------------ |
| ATR 72-600  | 7     |          | eine inaktiv; betreiben für Aer Lingus Regional | 72         | 9,4 Jahre          |
| Gesamt      | 7     | -        |                                                 |            | 9,4 Jahre          |